# ギルバート (単位)
ギルバート（gilbert）は、電磁単位系、およびガウス単位系において一貫性のある起磁力・磁位の単位である。この単位は1930年に国際電気標準会議で採択された。この名称は16世紀のイギリスの物理学者・ウィリアム・ギルバートに由来する。

## 定義
磁場の強度 H の下で曲線 C に沿った起磁力は
{\displaystyle {\mathcal {F}}=\int _{C}{\boldsymbol {H}}\cdot d{\boldsymbol {l}}}
で与えられるので、起磁力の次元は [磁場の強度]×[長さ] である。
したがって、磁場の強度の単位エルステッド（Oe）と、長さのCGS単位センチメートル（cm）から、ギルバートは一貫性のある単位として
Gb = Oe cm
で定義される。力のCGS単位ダイン（dyn）により、エルステッドが Oe =dyn1/2/cm で表されるので、ギルバートは Gb = dyn1/2 となる。
均一な磁場 H の下で、磁場の向きに沿って距離 δ 離れた2点間の起磁力は
{\displaystyle {\mathcal {F}}=H\delta }
となる。磁場に H = 1Oe を、距離に δ = 1cm を代入すれば
{\displaystyle {\mathcal {F}}=(1\ {\text{Oe}})\times (1\ {\text{cm}})=1\ {\text{Oe}}\ {\text{cm}}=1\ {\text{Gb}}}
となり、したがって
均一な 1Oe の磁場の下で磁場の向きに 1cm 離れた2点間の起磁力が 1Gb である。

## 単位の換算
国際単位系（SI）においては、1Oe がおよそ (1.000×103/4π)A/m ≈ 79.577 A/m に相当するので、1Gb はおよそ (1.000×101/4π)A ≈ 0.79577 A に相当する

## その他の電磁気量の単位との関係
電磁単位系においては、起磁力は電流と同じ次元を持つ。従って、ギルバートと電流の単位ビオはともに dyn1/2 であり、同一の単位に異なる名称を用いているに過ぎない。同一の単位に二つの単位に異なる名称を用いているのは、単位を用いる物理量が異なるためである。起磁力と電流は同じ次元を持つが同一の量ではないため、これらを直接に比較することはできない。電流を起磁力へと関係付けるには、コイルの巻数などの幾何学的な無次元量の因子をかける必要がある。この事情は国際単位系においても同様であり、旧くは起磁力の単位としてアンペア回数（アンペアターン、AT）が用いられていた。
| MKSA/SI      | 物理量       | 物理量 | emu      | esu/gauss  |                | MKSA/SI        | 物理量 | 物理量     | emu/gauss | esu |
| アンペア (A) | 電流         | I      | 10−1 Bi  | 10−1c      | ボルト (V)     | -              | -      | -          | -         |     |
| ボルト (V)   | 起電力・電位 | V      | 108      | 108/c      | アンペア (A)   | 起磁力・磁位   | Fm     | 10−1×4π Gb | 10−1×4πc  |     |
| オーム (Ω)   | 電気抵抗     | R      | 109      | 109/c2     | ジーメンス (S) | -              | -      | -          | -         |     |
| クーロン (C) | 電荷         | Q      | 10−1     | 10−1c Fr   | ウェーバ (Wb)  | 磁荷           | Qm     | 108/4π     | 108/4πc   |     |
| クーロン (C) | 電束         | ψ      | 10−1×4π  | 10−1×4πc   | ウェーバ (Wb)  | 磁束           | Φ      | 108 Mx     | 108/c     |     |
| ファラド (F) | 静電容量     | C      | 10−9     | 10−9c2     | ヘンリー (H)   | インダクタンス | L      | 109        | 109/c2    |     |
| V/m          | 電場         | E      | 106      | 106/c      | A/m            | 磁場           | H      | 10−3×4π Oe | 10−3×4πc  |     |
| V/m          | -            | -      | -        | -          | A/m            | 磁化           | M      | 10−3       | 10−3/c    |     |
| C/m2         | 電束密度     | D      | 10−5×4π  | 10−5×4πc   | テスラ (T)     | 磁束密度       | B      | 104 G      | 104/c     |     |
| C/m2         | 電気分極     | P      | 10−5     | 10−5×c     | テスラ (T)     | 磁気分極       | Pm     | 104/4π     | 104/4πc   |     |
| F/m          | 誘電率       | ε      | 10−11×4π | 10−11×4πc2 | H/m            | 透磁率         | μ      | 107/4π     | 107/4πc2  |     |
| 表の見方     |              |        |          |            |                |                |        |            |           |     |